# 信濃川発電所
信濃川発電所（しなのがわはつでんしょ）は、新潟県の信濃川流域に位置する東日本旅客鉄道（JR東日本）が所有する水力発電所である。管理業務は同社エネルギー企画部の管轄下にある。
千手（せんじゅ）・小千谷（おぢや）・小千谷第二（おぢやだいに）の3つの発電所の総称である。合計最大出力は44万9,000キロワットで、JR東日本で消費する電力量の4分の1に当たるが、JR東日本信濃川発電所の不正取水問題の発覚により、2009年2月13日から2010年6月9日まで発電が停止された。
1919年（大正8年）に出された「国有鉄道運輸二関シ石炭ノ節約ヲ図ルノ件（鉄道運輸に関する石炭の消費量を節約せよ）」と云う議案により整備が開始された。

## 構成
千手発電所
1939年（昭和14年）に運用を開始した水力発電所。信濃川に建設した宮中取水ダム（みやなかしゅすいダム）左岸の宮中取水口より取り入れた水は、浅河原調整池を経て発電所に導かれる。5台の水車発電機を有し、出力は12万キロワット。建設当初から省線の電気運転の原動力として期待され、深夜や昼間など電車の運転が閑散な時間帯には余水を調整池に貯め置き、朝夕のラッシュアワーに合わせて電力が送電できるように設計されていた。なお、宮中取水ダムは東京電力の信濃川発電所放水路の下流に位置し、同発電所で発電に使用した水も取り入れている。2020年現在、2027年3月完工を予定した改修工事が実施中。完成すれば発電機は現行の5基から4基に減少するが、もともと5基のうち1基は予備として停止させてきた発電体制を、常時4基を稼働させる体制に変更するため、実質的な発電能力に変更はない。
小千谷発電所
1951年（昭和26年）に運用を開始した水力発電所。千手発電所で発電に使用した水をそのまま水路によって導き、山本調整池を経て発電所に導かれる。5台の水車発電機を有し、出力は12.3万キロワット。
小千谷第二発電所
1990年（平成2年）に運用を開始した水力発電所。旧名称は新小千谷発電所。信濃川に建設した宮中取水ダム左岸の新宮中取水口より取り入れた水は、山本第二調整池（旧名称は新山本調整池）を経て発電所に導かれる。2台の水車発電機を有し、出力は20.6万キロワット。
| 信濃川発電所   | 信濃川発電所  | 信濃川発電所  | 信濃川発電所     |
|                | 千手発電所    | 小千谷発電所  | 小千谷第二発電所 |
| -------------- | ------------- | ------------- | ---------------- |
| 形式           | 調整池式 自流 | 調整池式 自流 | 調整池式 自流    |
| 認可出力       | 120,000 kW    | 123,000 kW    | 206,000 kW       |
| 最大使用水量   | - - m3/s      | - - m3/s      | - - m3/s         |
| 有効落差       | - - m         | - - m         | - - m            |
| 水車発電機台数 | 5             | 5             | 2                |
| 運用開始       | 1939年        | 1951年        | 1990年           |

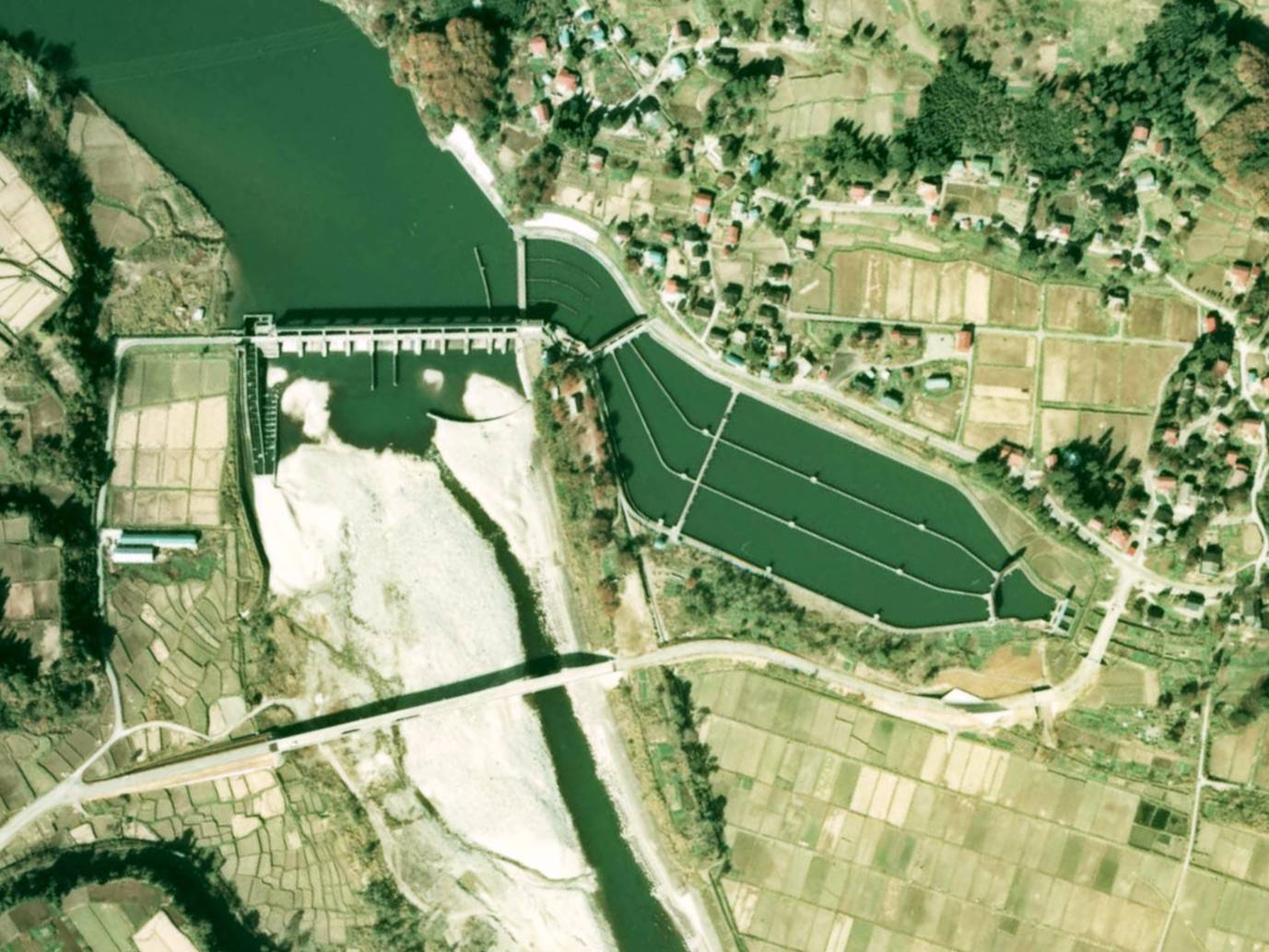
宮中取水ダム
信濃川発電所の起点となる取水ダム　国土交通省 国土地理院 地図・空中写真閲覧サービスの空中写真を基に作成
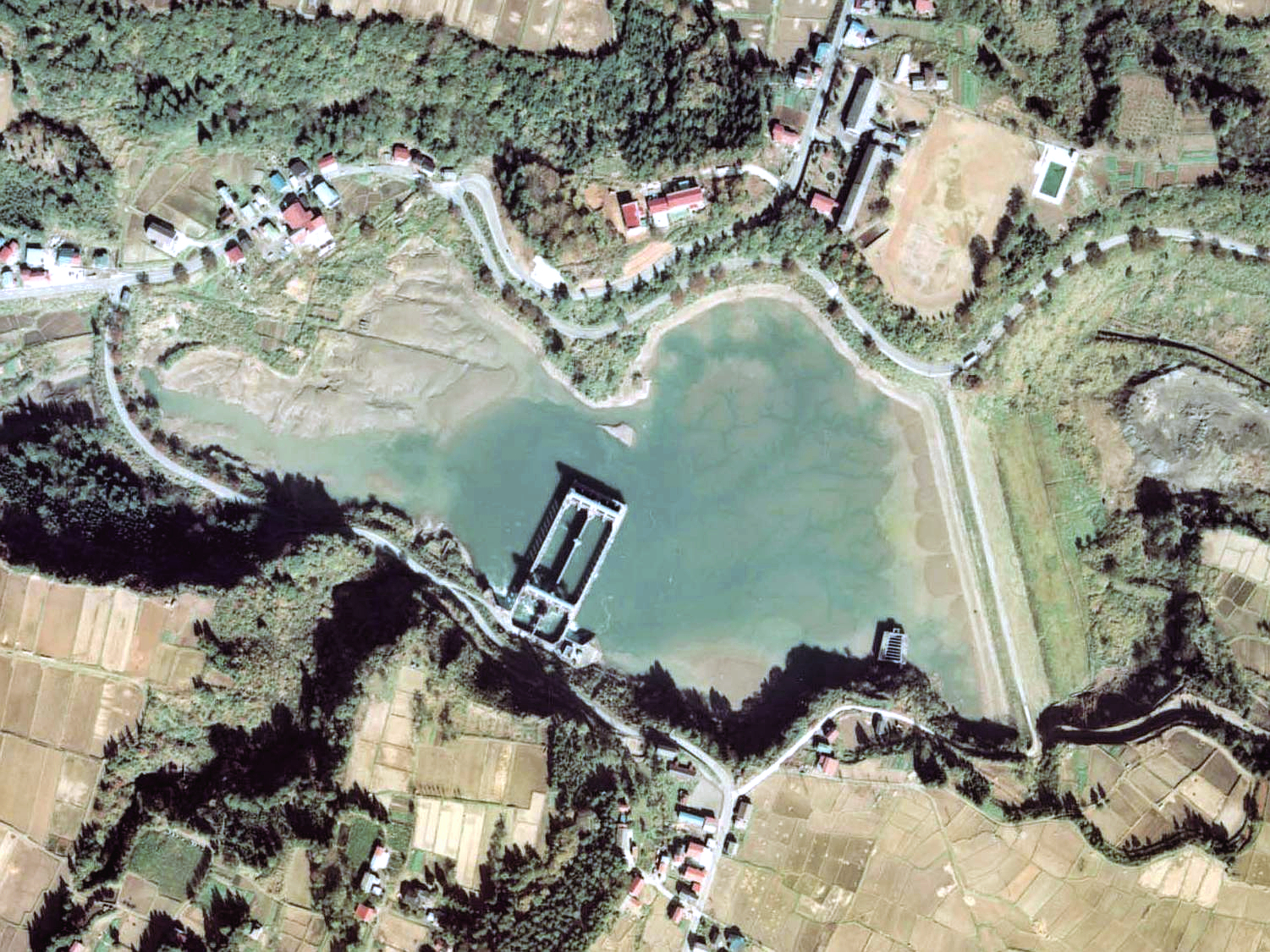
浅河原調整池
宮中取水ダムから送られる水を調整し、千手発電所に送水する　国土交通省 国土地理院 地図・空中写真閲覧サービスの空中写真を基に作成
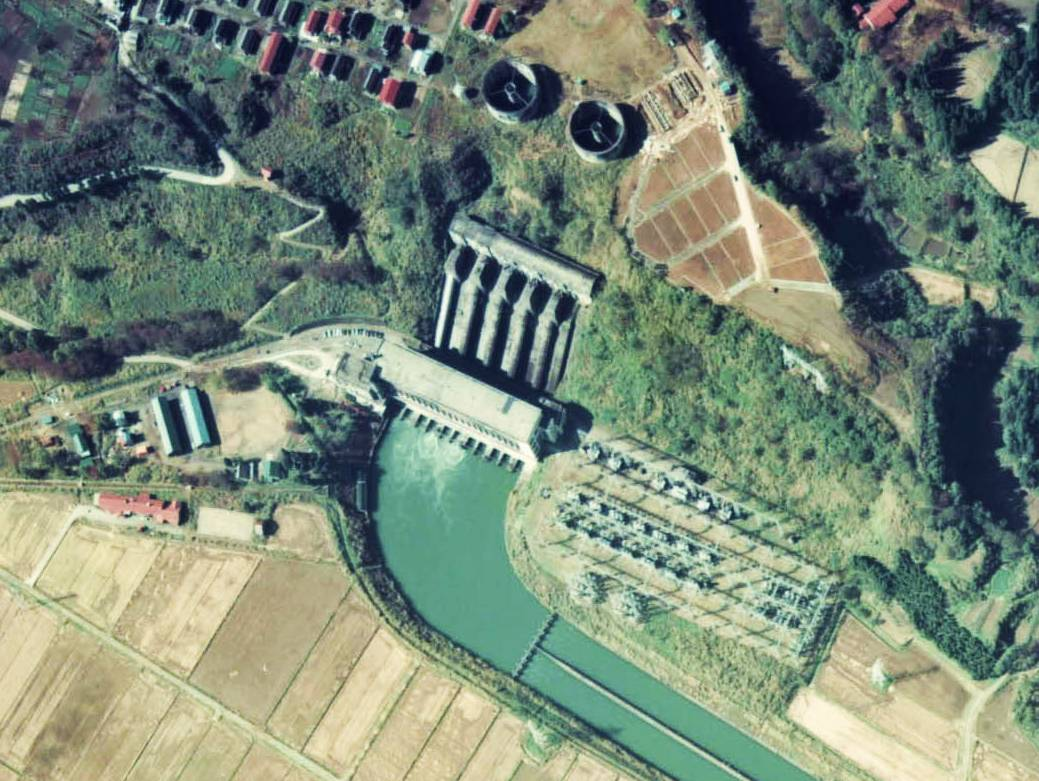
千手発電所[8]　国土交通省 国土地理院 地図・空中写真閲覧サービスの空中写真を基に作成
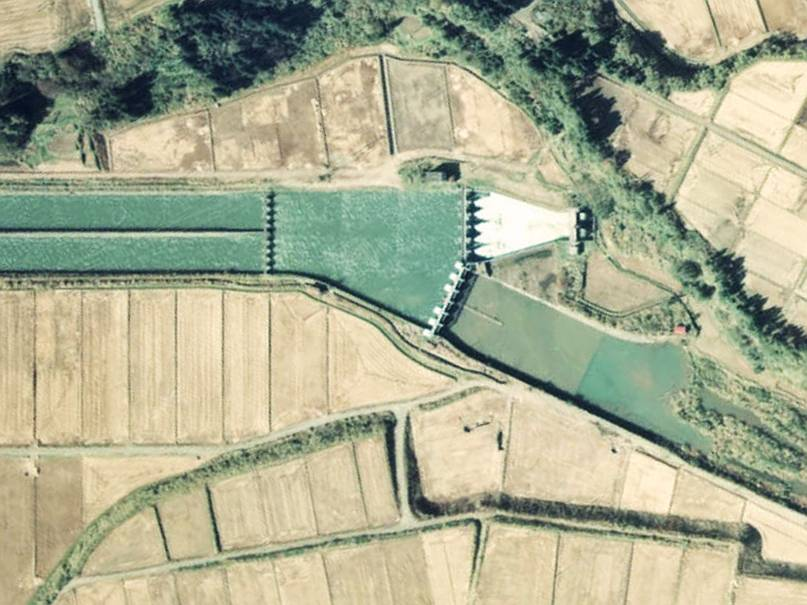
千手発電所放水路
水は山本調整池へ送られ（右）、余分な水は信濃川へ戻される（右下）　国土交通省 国土地理院 地図・空中写真閲覧サービスの空中写真を基に作成
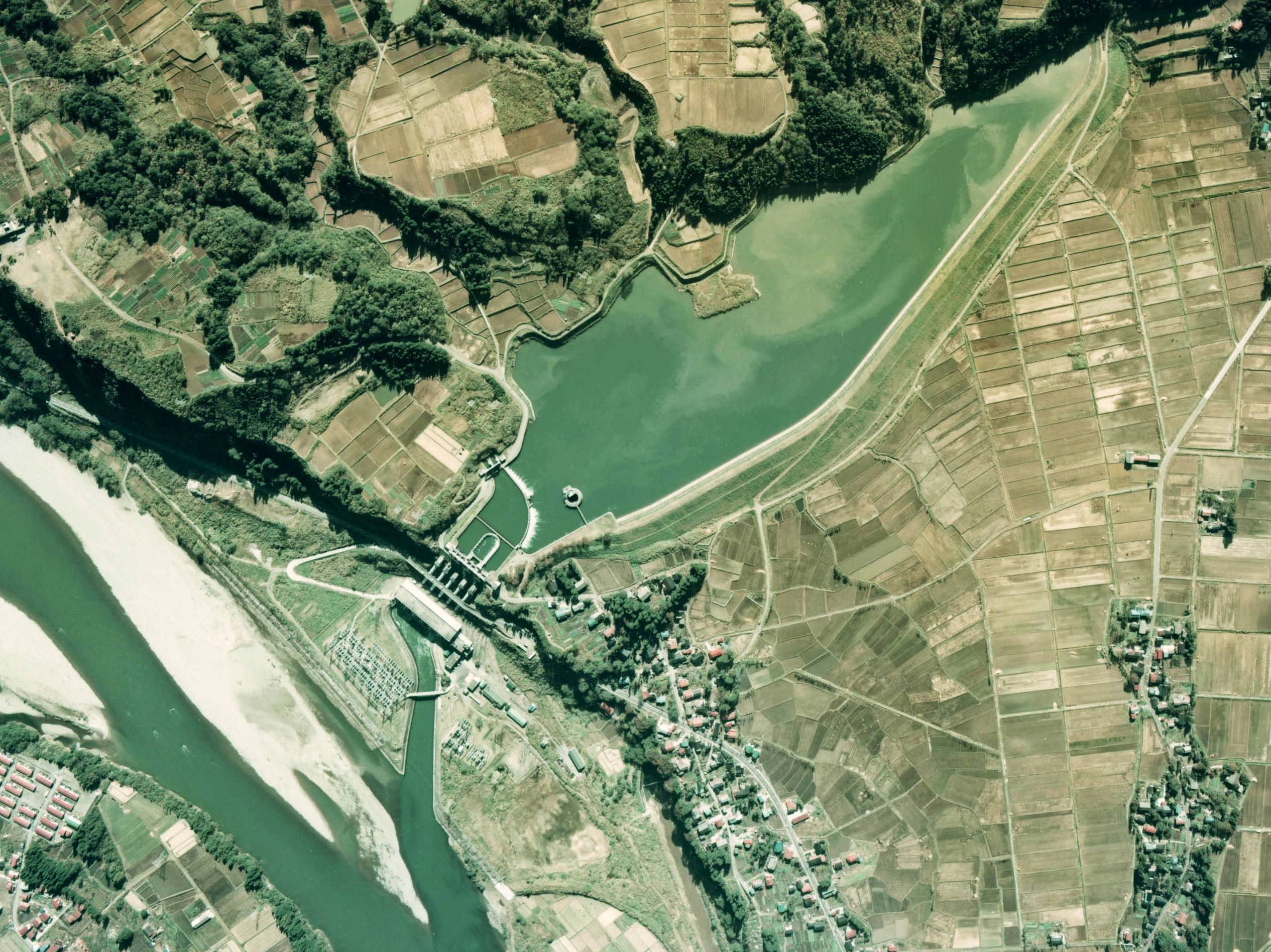
小千谷発電所
発電所直上に山本調整池をもつ　国土交通省 国土地理院 地図・空中写真閲覧サービスの空中写真を基に作成
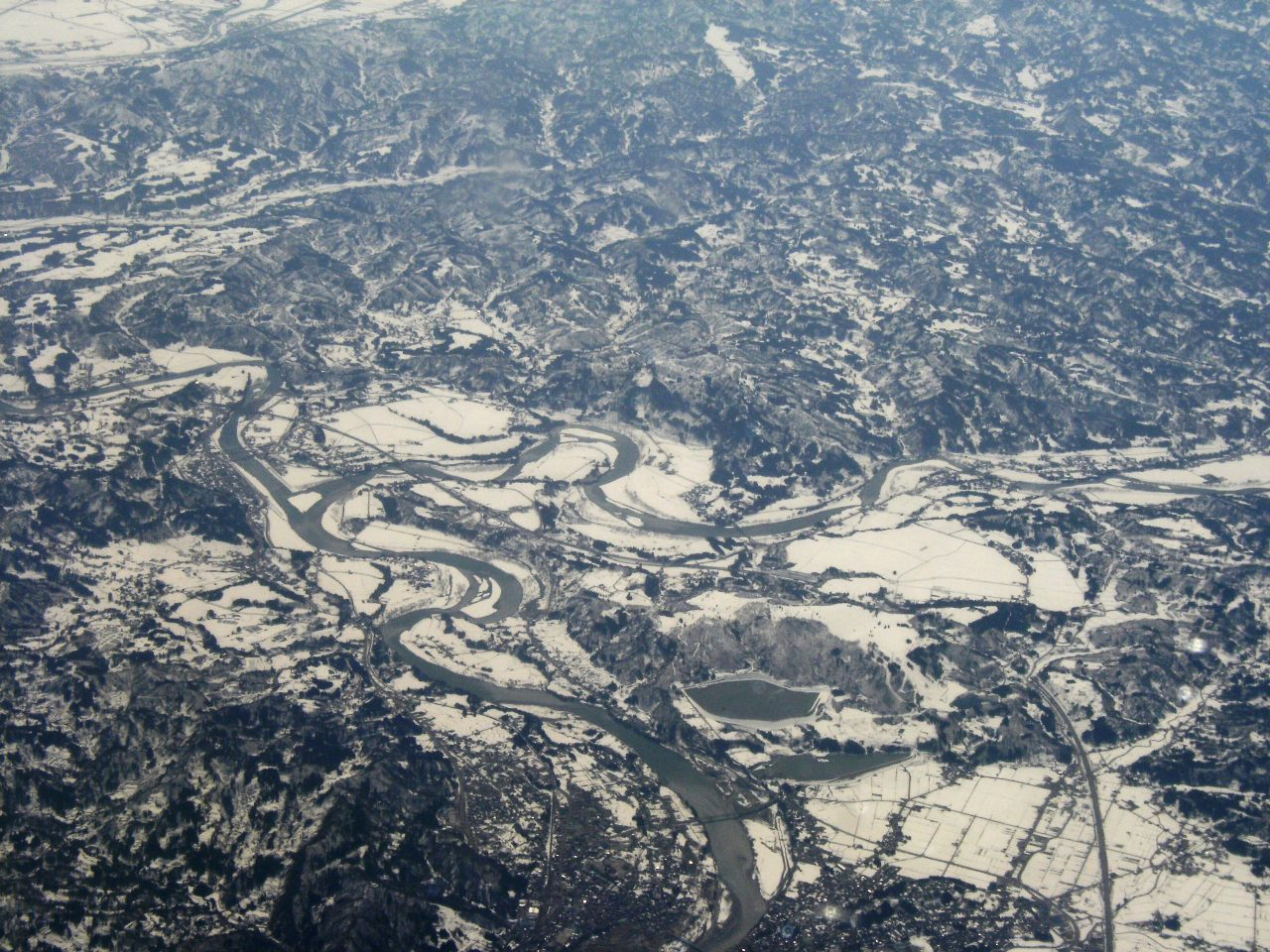
小千谷発電所と山本調整池に隣接する小千谷第二発電所と山本第二調整池（中央）
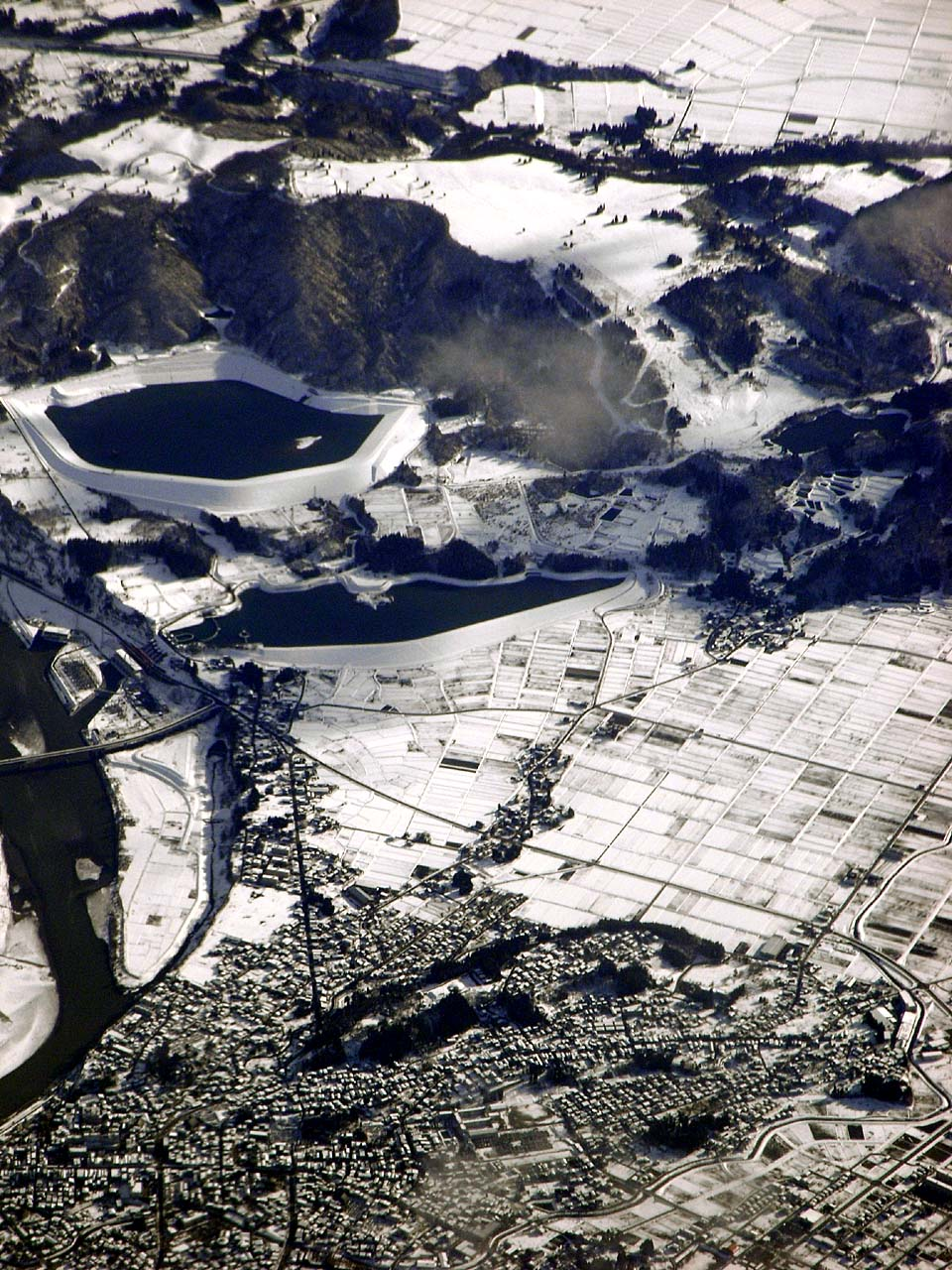
調整池拡大空撮画像（2008/12/07）
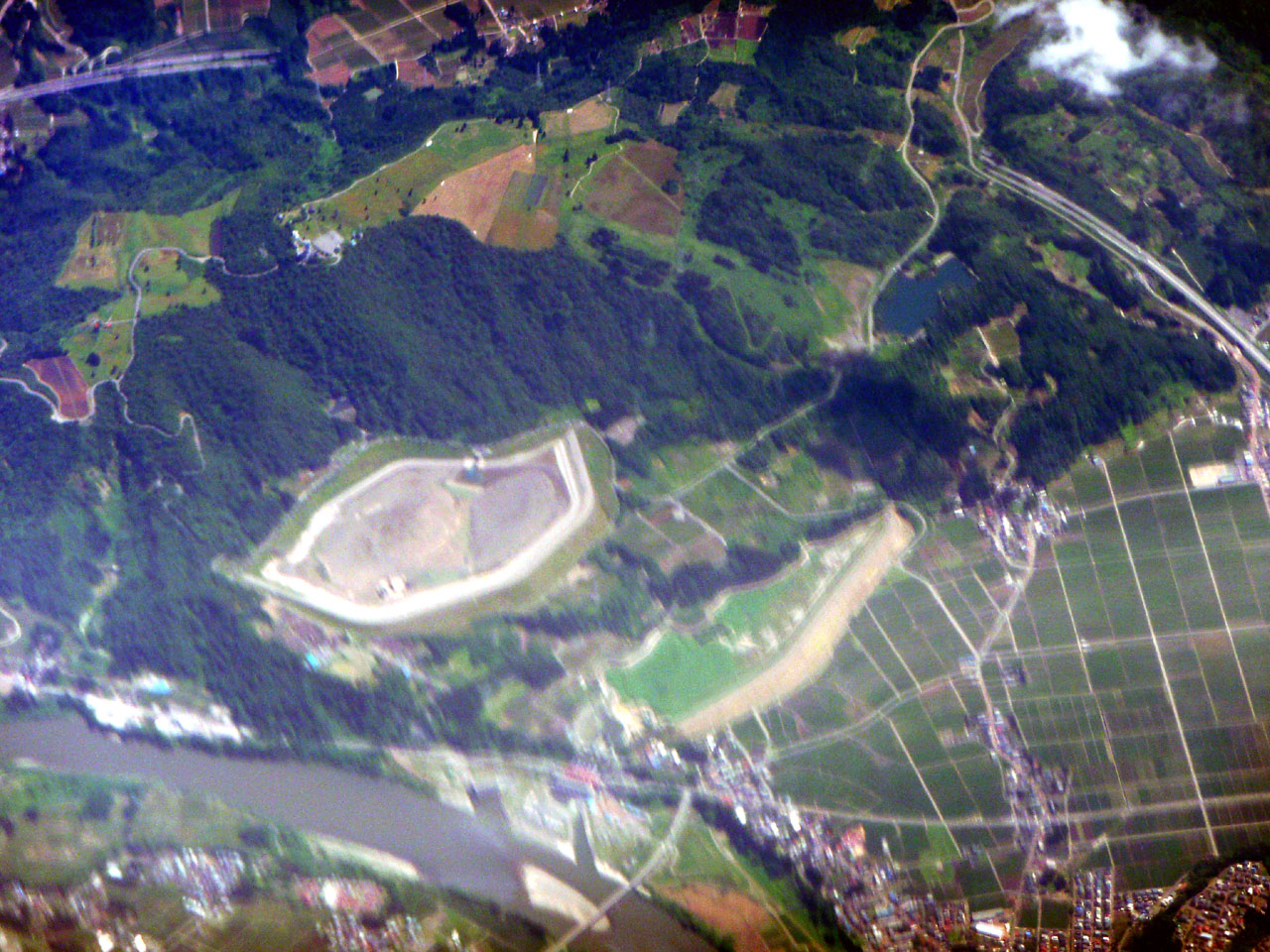
水利権を取り消され水が抜かれた調整池拡大空撮画像（2009/06/21）
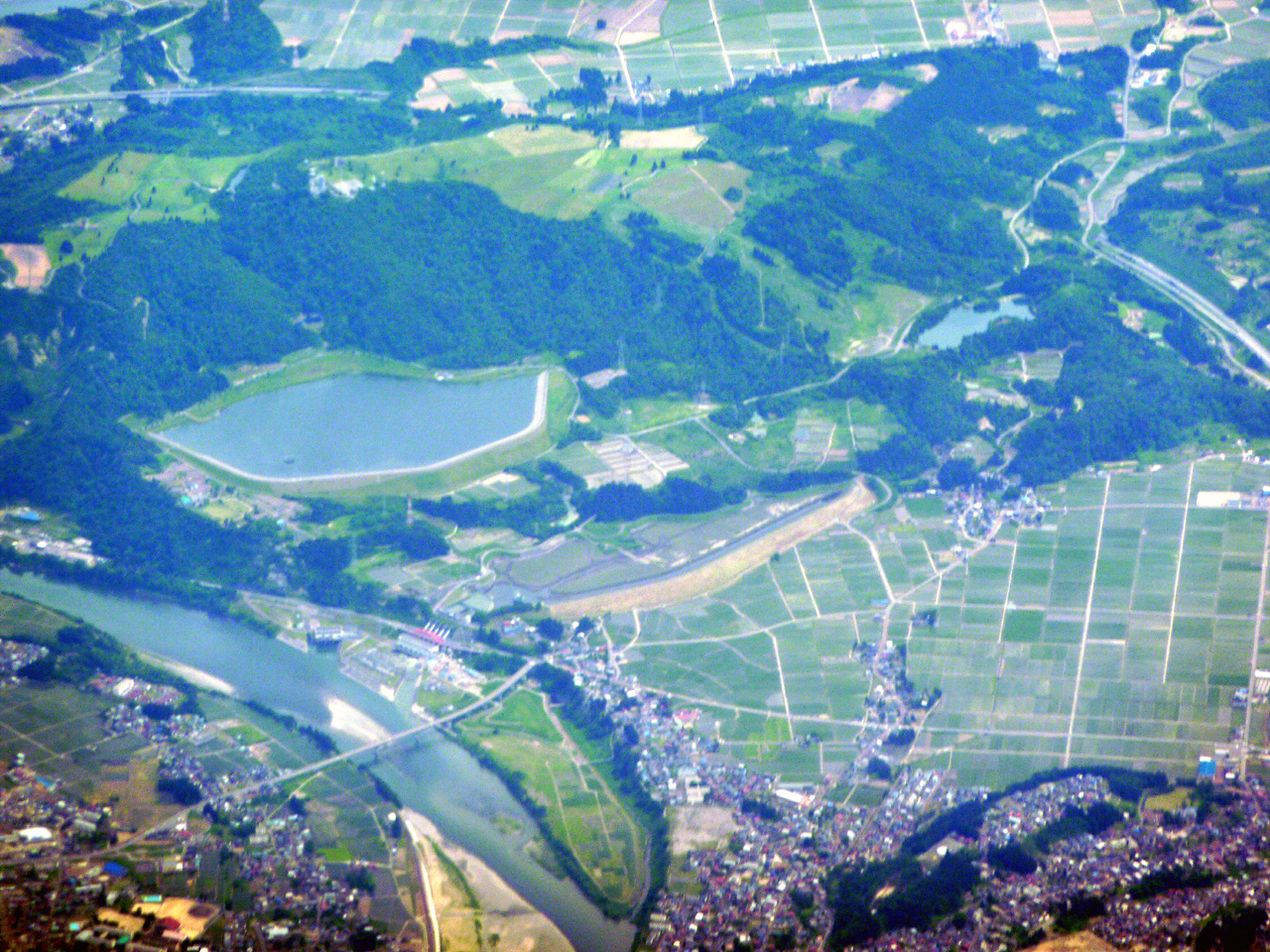
水利権復活後の調整池拡大空撮画像（2010/06/15）

## 歴史
- 1919年（大正8年）7月 - 信濃川水力発電計画が決定[9]。
- 1921年（大正10年）6月 - 信濃川電気事務所設立、準備工事に着手。
- 1922年（大正11年） - 準備工事ほぼ終了、軽便鉄道試運転開始。
- 1923年（大正12年） - 関東大震災を受けて工事が中断。
- 1925年（大正14年）3月 - 信濃川電気事務所廃止。鉄道省内で計画の見直しが図られる。
- 1930年（昭和5年） - 第1期工事計画が議会を通過。
- 1931年（昭和6年） - 信濃川電気事務所設置。
- 1939年（昭和14年） - 鉄道省千手発電所の運転を開始する。
- 1940年（昭和15年）4月 - 第2期工事着工。
- 1944年（昭和19年）4月 - 第2期工事完成。
- 1950年（昭和25年）9月3日 - 第7号トンネル建設現場で落盤事故が発生し、作業員45名が死亡する[10]。
- 1951年（昭和26年）8月1日 - 日本国有鉄道（国鉄）小千谷発電所の運転を開始する[5]。
- 1987年（昭和62年）4月1日 - 国鉄分割民営化に伴い発足したJR東日本が承継する。
- 1990年（平成2年） - 小千谷第二発電所の運転を開始する。
- 2004年（平成16年）10月23日 - 新潟県中越地震により、発電所・水路・調整池に甚大な被害を受ける。
- 2008年（平成20年） - 許可された水利権よりも過大取水・過少放流を継続的に行っていた不正が発覚する[11]（JR東日本信濃川発電所の不正取水問題）。
- 2009年（平成21年）
  - 2月13日 - 上記の不正により、国土交通省北陸地方整備局はJR東日本の水利権を取消すと発表する[12]。
  - 3月10日 - 水利権の取消し処分がなされる。放流開始および発電用の取水を停止する[13]。
- 2010年（平成22年）6月9日 - 水利権許可が下りる。翌6月10日より発電用の取水を開始する[14][15]。
- 2011年（平成23年）3月14日 -東北地方太平洋沖地震（東日本大震災）により、発電量を増加し東京電力へ電力の融通を実施する[16][17]（後述）。
- 2016年（平成28年）7月21日 - 小千谷市とJR東日本の協業による学習・交流施設「市民の家・小千谷信濃川水力発電館『おぢゃ〜る』」が開業する[18]。
- 2016年（平成28年） - 「信濃川 千手水力発電所施設群」は土木学会選奨土木遺産に選ばれる[19]。

JR東日本による水利権に関する不正・隠蔽
東日本大震災における電力融通
2011年（平成23年）3月11日に発生した東北地方太平洋沖地震（東日本大震災）に伴い東京電力の発電所が相次いで被災、運転を停止したことで主に関東地方において電力不足となったことから、節電の呼びかけや計画停電が実施された。
当発電所関連では、十日町市の提案と国土交通省の指示により、3月14日より信濃川の試験放流を暫定的に中断し、河川維持流量を毎秒7トンに低減させたほか発電所の取水量も増加し発電量を増加させたほか、同様にフル稼働させたJR東日本川崎火力発電所の電力とともに東京電力への融通を実施した。
なお、国内の鉄道各社では節電のため運行本数の削減や列車の運休が相次いだが、JR東日本管内でも同様の措置のほか駅構内での照明の減灯などを実施している。

## 地域との共生
信濃川へのサケ稚魚放流活動
2010年より中魚沼漁業協同組合の協力のもと、信濃川の河川環境と利用の調和を図る取組みの一環として、特定非営利活動法人「新潟水辺の会」との共催により、宮中取水ダム下流河川敷でサケの稚魚の放流を実施している。
教育施設との協業
小千谷発電所近くにあった既存の社会教育施設を小千谷市とJR東日本の協業によりリニューアルし、2016年7月「市民の家・小千谷信濃川水力発電館『おぢゃ〜る』」として開業した。

## 関連文献
- 依藤義登「鐵道省千手發電所に就いて」『電氣學會雜誌』第60巻第622号、電気学会、1940年、169-175頁、doi:10.11526/ieejjournal1888.60.169。